# Guillem Roca i Seguí
Guillem Roca i Seguí (1742-1813) fou un poeta satíric mallorquí de la Il·lustració, cèlebre pels seus versos costumistes, on alternava diversos registres lingüístics per donar més versemblança als retrats literaris de tipus socials. Algunes de les seves composicions més cèlebres es recullen a Romances per plorar rient o per riure plorant.